# استارکس (آرکانزاس)
استارکس (به انگلیسی: Starks) یک منطقهٔ مسکونی در ایالات متحده آمریکا است که در شهرستان واشینگتن، آرکانزاس واقع شده‌است. استارکس ۳۸۲ متر بالاتر از سطح دریا واقع شده‌است.